# Friis Arne Petersen
Friis Arne Petersen (* 25. November 1952 in Skagen) ist ein dänischer Diplomat. Bis 2020 war er Botschafter in Deutschland.
Petersen studierte Volkswirtschaft an der Universität Kopenhagen mit Abschluss eines cand. polit. im Juni 1978. Im Jahr darauf trat er in den auswärtigen Dienst des Königreichs. Von 2005 bis 2010 war er Botschafter in den Vereinigten Staaten, von 2010 bis 2015 Botschafter in China. Vom 27. August 2015 bis zum 31. August 2020 war er Botschafter in Deutschland sowie akkreditierter Botschafter in der Schweiz und Liechtenstein.
Petersen spricht neben Dänisch auch Englisch, Französisch, Deutsch und Chinesisch. Er ist mit der Lehrerin Birgitte (geb. Wilhelmsen) verheiratet und hat einen Sohn und zwei Töchter.

## Orden und Ehrenzeichen
- Komturkreuz 1. Klasse des Dannebrogordens (Dänemark)
- Nersornaat in Gold (Grönland)
- Großkreuz des Kronenordens (Belgien)
- Großkreuz des Nationalen Ordens vom Kreuz des Südens (Brasilien)
- Großkreuz des Stara Planina (Bulgarien)
- Orden des Marienland-Kreuzes, 2. Klasse (Estland)
- Großkreuz des Orden des Löwen von Finnland
- Orden der Aufgehenden Sonne, 1. Klasse (Japan)
- Großkreuz des Unabhängigkeitsordens (Jordanien)
- Großkomturkreuz des Ordens des litauischen Großfürsten Gediminas (Litauen)
- Großkreuz des Verdienstordens des Großherzogtums Luxemburg
- Ritter des Ordens Ouissam Alaouite (Marokko)
- Kommandeur des Sankt-Olav-Ordens (Norwegen)
- Großkreuz des Treudienst-Orden (Rumänien)
- Großkreuzritter des Weißen Elefantenordens (Thailand)
- Knight Commander des Order of St Michael and St George (Vereinigtes Königreich)
- Großkreuz des Verdienstordens der Bundesrepublik Deutschland
- Großkomturkreuz des Ordens der Republik (Ägypten)